# Saga campbelli
Saga campbelli är en insektsart som beskrevs av Boris Petrovich Uvarov 1921. Saga campbelli ingår i släktet Saga och familjen vårtbitare.

## Underarter
Arten delas in i följande underarter:
- S. c. gracilis
- S. c. campbelli